# Yoel Hernández
Yoel Hernández (ur. 12 grudnia 1977) – kubański lekkoatleta, płotkarz.
Hernández osiągał wartościowe wyniki zarówno w hali (bieg na 60 m przez płotki) :
- 5. miejsce podczas Halowych Mistrzostw Świata (Lizbona 2001)
- 7. miejsce na Halowych Mistrzostwach Świata (Budapeszt 2004)
- 8. miejsce podczas Halowych Mistrzostw Świata (Moskwa 2006)
- 8. miejsce na Halowych Mistrzostw Świata (Walencja 2008)

jak i na stadionie (bieg na 110 m przez płotki) :
- złoty medal Mistrzostw Świata Juniorów w Lekkoatletyce (Sydney 1996)
- srebro Igrzysk Panamerykańskich (Winnipeg 1999)
- 6. miejsce podczas Mistrzostw Świata (Sewilla 1999)
- 4. miejsce na Mistrzostwach Świata (Edmonton 2001)
- 7. miejsce podczas Mistrzostw Świata (Paryż 2003)
- złoty medal Mistrzostw Ameryki Środkowej i Karaibów (Nassau 2005) – ma również w dorobku inne medale zdobyte podczas tych zawodów - srebro (San Juan 1997) oraz brąz (Cartagena 2006)
- brązowy medal igrzysk panamerykańskich (Rio de Janeiro 2007)[1]

Dwukrotnie reprezentował Kubę podczas Igrzysk Olimpijskich (Sydney 2000 i Ateny 2004), w obu przypadkach odpadł w półfinale.

## Rekordy życiowe
- bieg na 110 m przez płotki – 13.23 (2007)
- bieg na 60 m przez płotki (hala) – (2000) – 10. wynik w historii światowej lekkoatletyki